# Oncostemum laxiflorum
Oncostemum laxiflorum är en viveväxtart som beskrevs av Carl Christian Mez. Oncostemum laxiflorum ingår i släktet Oncostemum och familjen viveväxter. Inga underarter finns listade i Catalogue of Life.